# Степанов, Александр Викторович
Алекса́ндр Ви́кторович Степа́нов (р. 14 июня 1941, Иваново) — советский и российский историк искусства, кандидат искусствоведения, специалист по искусству Возрождения, а также архитектуре Санкт-Петербурга.

## Биография
Учился в Ленинградском инженерно-строительном институте (1958—1960, 1963). Окончил Институт им. И. Е. Репина (1982, квалификация: искусствовед). Работал в НИИ проектирования и градостроительства, в НИПИ Генплана, затем в Российском институте истории искусств.  
Профессор (с 1998) кафедры зарубежного искусства Института им. И. Е. Репина, где преподаёт искусство Возрождения.
Доцент кафедры междисциплинарных исследований и практик в области искусств Смольного института свободных искусств и наук, где ведёт курсы — Архитектура: функция, конструкция, стиль; Введение в гуманитарные науки; Происхождение классического искусства; Семинар по классическому западному искусству. Среди проблем и особенностей курсов:  «полемика с историцизмом и крупномасштабными доктринами в искусствоведении», «принципиально эклектическая методология».

### Избранные научные труды
- Мастер Альбрехт. — Л.: Искусство, Ленингр. отделение, 1991. — 181, [2] с. — ISBN 5-210-00318-3
- Lucas Cranach the Elder: 1472—1553 / Alexander Stepanov; translated from the Russian by Paul Williams. Bournemouth: Parkstone Press, 1997. — 74 p. : ill. (some col.) — ISBN 1859952666  (англ.)
- Искусство эпохи Возрождения. Италия. XIV—XV века. — СПб.: Азбука-классика, 2005 (Новая история искусства). — 504 с. — ISBN 5-352-00597-6
- Искусство эпохи Возрождения. Италия. XVI век. — СПб.: Азбука-классика, 2007 (Новая история искусства). — 640 с.  — ISBN 978-5-352-02083-8
- Питер Пауль Рубенс. «Вакх». — СПб.: Арка, 2007 (Серия: Тысяча и один шедевр из коллекции Государственного Эрмитажа). — 24 с. — ISBN 978-5-91208-011-1
- Леонардо — естествоиспытатель и изобретатель // Кларк К. Леонардо да Винчи: Творческая биография. — СПб.: Вита Нова, 2009 (Серия: Жизнеописания). — ISBN 978-5-93898-202-4
- Искусство эпохи Возрождения. Нидерланды, Германия, Франция, Испания, Англия. — СПб.: Азбука-классика, 2009 (Новая история искусства). — 640 с. — ISBN 978-5-9985-0167-8
- Литературные тени Шильонского замка //  Проблемы развития зарубежного искусства от Средних веков к Новому времени. Памяти Цецилии Генриховны Нессельштраус (1919—2010) / Ред., сост. В. И. Раздольская, Т. А. Лопатина. — СПб.: Институт имени И. Е. Репина, 2013. — С. 157—167. — ISBN 978-5-903677-34-4
- Образы России в «Образах Италии» Павла Муратова // Россия — Запад — Восток: Литературные и культурные связи. — Вып. 2: Образы Италии в России — Петербурге — Пушкинском Доме. — СПб.: Издательство Пушкинского Дома, 2014. — С. 187—191. — ISBN 978-5-87781-048-8
- Архитектура барочного театра как эстетическая машина // Opera musicologica. — 2015. — № 2 (24). —  С. 4—15. — ISSN 20754078
- Искусство Италии эпохи Возрождения. Очерки о художниках: Учебное пособие для студентов ФТИИ и творческих специальностей. — СПб.: Издательство Института имени И. Е. Репина, 2016. — 264 с. — ISBN 978-5-903677-52-8
- В соавт. с: Ходорковская Е. С. Поведение публики в оперных театрах эпохи барокко // Opera Musicologica. — 2016. — № 4 (30). — С. 46—62. — ISSN 20754078
- Феноменология архитектуры Петербурга. — СПб.: Арка, 2016. — 396 с. — ISBN 978-5-91208-236-8  (Лонг-лист Российской национальной премии «Национальный бестселлер»  — 2017)[5].

### Публичные выступления
- Две формы чувственности в генезисе городской среды // Культура и искусство западноевропейского средневековья: Материалы научной конференции (1980) / Гос. музей изобразит. искусств им. А. С. Пушкина, ВНИИ искусствознания М-ва культуры СССР / Под общ. ред. И. Е. Даниловой. — М.: Советский художник, 1981. — С.151—158.
- Тройственность понятия «городская среда» // Психология и архитектура: Тезисы конференции / Под ред. Т. Нийта[эст.], М. Хейдметса[эст.] и Ю. Круусвалла[эст.]. — Ч. 2. — Таллинн: Эстонское отделение Общества психологов СССР, Совет молодых ученых и специалистов; Таллинский педагог. институт им. Э. Вильде, 1983. — С.15—18.
- Площадь — пространство конфликта // Социально-психологические основы городского средообразования: Тезисы конференции 19—21 марта 1985 / Под ред. Т. Нийта[эст.], М. Хейдметса[эст.] и Ю. Круусвалла[эст.]. — Таллинн: Эстонское отделение Общества психологов СССР, 1985. — С. 97—102.
- О некоторых искусствоведческих предрассудках (Искусство и искусствознание на современном этапе: Ежегодная научная конференция памяти М. В. Доброклонского. — СПб.: Институт им. И. Е. Репина. — 18 апреля 2017)[6].